# Extra Flugzeugbau
Extra Flugzeugbau je nemško letalsko podjetje, ki ga ustanovil akrobatski pilot Walter Extra leta 1980. Podjetje načrtuje in proizvaja svoja letala, večinoma akrobatska. Podjetje je locirano na letališču Dinslaken, v Hünxe, Nemčija.

## Letala

### Akrobatična letala
- Extra EA-200
- Extra EA-230
- Extra EA-260
- Extra EA-300
- Extra EA-330

### Turna letala
- Extra EA-330-LT
- Extra EA-400 z batnim pogonom
- Extra EA-500 s turbopropelerskim pogonom